# Mimeusemia semyron
Mimeusemia semyron is een vlinder uit de familie van de uilen (Noctuidae). De wetenschappelijke naam van de soort is voor het eerst geldig gepubliceerd in 1853 door Herrich-Schäffer.